# Modesta Vžesniauskaitė
Modesta Vžesniauskaitė (Panevėžys, 17 ottobre 1983) è un'ex ciclista su strada lituana, campionessa nazionale in linea nel 2008. Rappresentò il suo Paese ai Giochi olimpici 2008 a Pechino: nell'occasione gareggiò nella corsa in linea, classificandosi ventisettesima.

## Palmarès
- 2003 (Aušra Gruodis-Safi, una vittoria)

3ª tappa Tour de l'Ardèche
- 2004 (Safi-Pasta Zara-Manhattan, una vittoria)

2ª tappa Thüringen Rundfahrt (Greiz)
- 2008 (Equipe Nürnberger Versicherung, una vittoria)

Campionati lituani, Prova in linea
- 2010 (Colavita/Baci presented by Cooking Light, due vittorie)

1ª tappa Joe Martin Stage Race
2ª tappa Joe Martin Stage Race

### Altri successi
- 2003

Classifica giovani Giro d'Italia
- 2009 (Bigla Cycling Team)

Grand Prix Féminin de Chambéry (criterium)
1ª tappa Giro della Toscana-Memorial Fanini (Viareggio, cronosquadre)

## Piazzamenti

### Grandi Giri
- Tour de l'Aude

2002: 25ª
2009: 20ª
- Giro d'Italia

2003: 11ª
2004: 5ª
2008: 40ª
2009: 45ª

### Competizioni mondiali
- Campionati del mondo

Lisbona 2001 - In linea Juniores: 9ª
Zolder 2002 - In linea Elite: 15ª
Hamilton 2003 - In linea Elite: 50ª
Verona 2004 - In linea Elite: 5ª
Madrid 2005 - In linea Elite: 28ª
Varese 2008 - In linea Elite: 32ª
Mendrisio 2009 - In linea Elite: ritirata
Melbourne 2010 - In linea Elite: ritirata
- Giochi olimpici

Pechino 2008 - In linea: 27ª